# 聯科集團
聯科集團（中國）有限公司（英語：ClusterTech Limited），通稱聯科集團，成立於2000年，總部設於香港科學園，是亞太區的IT解決方案及諮詢服務提供商之一，提供諮詢服務和本地支援。

## 历史
聯科集團近年與各IT服務提供商成為合作夥伴，包括Google雲平台、富士通、IBM、阿里雲、VDMS。2017年，聯科集團聯合阿里雲推出國內首款E-HPC（彈性高性能計算平台）商業版，並於同年成為日本IT服務提供商富士通的渠道合作夥伴。2018年，聯科成為Google Cloud服務合作夥伴，提供AI及機器學習應用開發服務。